# 祥義號
祥義號，位于北京市西城区大栅栏街1号，是一家以经营丝绸类商品为主的老字号商业企业。

## 历史
“祥义号”是由杭州丝绸商冯保义与慈禧太后手下太监总管小德张（本名张祥斋）联合创办。“祥义”取自创办人张祥斋的“祥”字和冯保义的“义”字，寓意为“天降祥瑞”、“恪守信义”。慈禧太后的寿服、宫廷自用的宫服及戏服、大臣的朝服均由该店制做，因质量上乘，随之吸引了北京城许多达官显贵前来定做服装。在为内宫制衣时，通过小德张从中说项，慈禧太后遂同意将宫中的绸缎贡品折合银两作为加工宫服的费用，交给祥义号。由此，祥义号开始对外经营宫中贡品绸缎，将皇家丝绸用品引入民间，受到热烈欢迎。清末民初，祥义号跃居北京绸布业“八大祥”之一。
1956年，“祥义号”参加公私合营，同年改为“前门妇女服装店”。1999年，重组成立“北京宜诚厚商贸有限公司”，祥义号旧门面改为宜诚厚商场。2008年前门大街改造，大栅栏街也进行了改造，此后宜诚厚商场恢复为“祥义号”，门前改挂“祥义号”匾额。

## 建筑
祥义号绸缎店的建筑原为地上二层，木结构。1980年代改建为三层，混合结构。前立面采用欧式铁栏做铁花装饰，上面盖铁雨棚，雨棚下面挂铁花眉子，做工精细，保存完好。1995年，该建筑被定为北京市文物保护单位。2006年，该建筑作为“大栅栏商业建筑”的一部分，被列为第六批全国重点文物保护单位。